# Dragoș Albu
Constantin Dragoș Albu (Plenița, 15 marzo 2001) è un calciatore rumeno, centrocampista dell'Hermannstadt.

## Carriera

### Club
Cresciuto calcisticamente in patria nelle giovanili di varie squadre, nel 2017 viene acquistato dall'Utrecht, che lo aggrega al proprio settore giovanile; inoltre, dal 2017 al 2019, ha anche giocato 13 partite con la seconda squadra, mettendo a segno una rete. Nell'estate del 2020 decide di ritornare in Romania, accasandosi all'FCU Craiova, con il quale, al termine della stagione 2020-2021, ottiene la promozione nella massima serie rumena. Il 16 luglio 2021 debutta in Liga I, nella sconfitta per 3-2 sul campo del CFR Cluj.

### Nazionale
Ha giocato nelle nazionali giovanili rumene Under-17 ed Under-18, mentre nel 2021 ha esordito con la nazionale Under-21.

## Statistiche

### Presenze e reti nei club
Statistiche aggiornate al 10 agosto 2025.
| Stagione            | Squadra             | Campionato          | Campionato | Campionato | Coppe nazionali | Coppe nazionali | Coppe nazionali | Coppe continentali | Coppe continentali | Coppe continentali | Altre coppe | Altre coppe | Altre coppe | Totale | Totale |
| Stagione            | Squadra             | Comp                | Pres       | Reti       | Comp            | Pres            | Reti            | Comp               | Pres               | Reti               | Comp        | Pres        | Reti        | Pres   | Reti   |
| ------------------- | ------------------- | ------------------- | ---------- | ---------- | --------------- | --------------- | --------------- | ------------------ | ------------------ | ------------------ | ----------- | ----------- | ----------- | ------ | ------ |
| dic. 2017           | Jong Utrecht        | EED                 | 1          | 0          |                 | -               | -               |                    | -                  | -                  |             | -           | -           | 1      | 0      |
| 2018-2019           | Jong Utrecht        | EED                 | 12         | 1          |                 | -               | -               |                    | -                  | -                  |             | -           | -           | 12     | 1      |
| Totale Jong Utrecht | Totale Jong Utrecht | Totale Jong Utrecht | 13         | 1          |                 | -               | -               |                    | -                  | -                  |             | -           | -           | 13     | 1      |
| 2020-2021           | FCU Craiova         | L2                  | 17+10      | 2+1        | CR              | 2               | 0               |                    | -                  | -                  |             | -           | -           | 29     | 3      |
| 2021-2022           | FCU Craiova         | L1                  | 20+6       | 0          | CR              | 1               | 0               |                    | -                  | -                  |             | -           | -           | 26     | 0      |
| 2022-2023           | FCU Craiova         | L1                  | 13+11      | 2+2        | CR              | 4               | 0               |                    | -                  | -                  |             | -           | -           | 28     | 2      |
| 2023-2024           | FCU Craiova         | L1                  | 27+8       | 2+0        | CR              | 3               | 0               |                    | -                  | -                  |             | -           | -           | 38     | 2      |
| lug.-ago. 2024      | FCU Craiova         | L2                  | 5          | 0          | CR              | 1               | 0               |                    | -                  | -                  |             | -           | -           | 6      | 0      |
| Totale FCU Craiova  | Totale FCU Craiova  | Totale FCU Craiova  | 117        | 9          |                 | 11              | 0               |                    | -                  | -                  |             | -           | -           | 128    | 9      |
| 2024-2025           | Gloria Buzău        | L1                  | 20+9       | 0          | CR              | 0               | 0               |                    | -                  | -                  |             | -           | -           | 29     | 0      |
| 2025-2026           | Hermannstadt        | L1                  | 5          | 0          | CR              | 0               | 0               |                    | -                  | -                  |             | -           | -           | 5      | 0      |
| Totale Carriera     | Totale Carriera     | Totale Carriera     | 164        | 10         |                 | 11              | 0               |                    | -                  | -                  |             | -           | -           | 175    | 10     |

## Palmarès

### Club

#### Competizioni nazionali
- Liga II: 1

FCU Craiova: 2020-2021